# Discografia de Zion.T
Cantor sul-coreano de Hip Hop e R&B, Kim HaeSol, mais conhecido por seu nome artístico Zion.T, lançou um álbum de estúdio, dois EPs, e 10 singles. Ele estreou em Abril de 2011 com sua própria composição "Click Me" com parceria de Dok2.

## Álbuns

### Álbuns de Estúdio
| Título    | Detalhes do Álbum                                                                             | Melhores Posições nos Charts | Vendas e Certificações |
| Título    | Detalhes do Álbum                                                                             | KOR                          | Vendas e Certificações |
| --------- | --------------------------------------------------------------------------------------------- | ---------------------------- | ---------------------- |
| Red Light | - Lançamento: 9 de Abril de 2013 - Gravadora: Amoeba Culture - Formatos: CD, download digital | 4                            | KOR: +6,314            |

## Extended Plays
| Título              | Detalhes do Álbum                                                                                  | Melhores Posições nos Charts | Melhores Posições nos Charts | Melhores Posições nos Charts | Vendas e Certificações |
| Título              | Detalhes do Álbum                                                                                  | KOR                          | US Heat                      | US World                     | Vendas e Certificações |
| ------------------- | -------------------------------------------------------------------------------------------------- | ---------------------------- | ---------------------------- | ---------------------------- | ---------------------- |
| Mirrorball (미러볼) | - Lançamento: 19 de Dezembro de 2013 - Gravadora: Amoeba Culture - Formatos: CD, download digital  | —                            | —                            | —                            | N/A                    |
| OO                  | - Lançamento: 1 de Fevereiro de 2017 - Gravadora: The Black Label - Formatos: CD, download digital | 8                            | 24                           | 2                            | KOR: 3.934+            |

## Singles

### Como Artista Principal
| Título                                                                      | Ano  | Melhores Posições nos Charts | Vendas e Certificações | Álbum                                           |
| --------------------------------------------------------------------------- | ---- | ---------------------------- | ---------------------- | ----------------------------------------------- |
| "Click Me" (feat. Dok2)                                                     | 2011 | —                            | KOR: 107,295+          | Single Não Incluso em Álbum                     |
| "보통 (Ordinariness)"                                                       | 2012 | —                            | KOR: 8,597+            | We Love Tapsonic Part.5                         |
| "뻔한 멜로디 (Two Melodies)" (feat. Crush)                                  | 2013 | 17                           | KOR: 495,993+          | Sigle Não Incluso em Álbum                      |
| "Babay" (feat. Gaeko)                                                       | 2013 | 9                            | KOR: 710,938+          | Red Light                                       |
| "미스 김 (Miss Kim)"                                                        | 25   | KOR: 122,388+                | 미러볼 (Mirrorball)    |                                                 |
| "양화대교 (Yanghwa Bridge)"                                                 | 2014 | 1                            | KOR: 2,179,445+        |                                                 |
| "그냥 (Just)" (with Crush)                                                  | 2015 | 1                            | KOR: 1,566,231+        | Young                                           |
| "무중력 (Zero Gravity)"                                                     | 2015 | 38                           | KOR: 42,016+           | Kang Seung Won 1st Album Making Project: Part 3 |
| "꺼내 먹어요 (Eat)"                                                         | 2015 | 3                            | KOR: 1,972,979+        | Single Não Incluso em Álbum                     |
| "스폰서 ($ponsor)" (With Haha)                                              | 2015 | 3                            | KOR: 1,151,127+        | Infinite Challenge                              |
| "No Make Up"                                                                | 2015 | 1                            | KOR : 1,506,283+       | Singe Não Incluso em Álbum                      |
| "쿵 (Knock)"                                                                | 2016 | 2                            | KOR: 518,872+          | Show Me The Money 5 Special                     |
| "Machine Gun" (with Kush feat. Mino)"                                       | 2016 | 10                           | KOR: 369,708+          | Show Me The Money 5 Special                     |
| "노래 (The Song)"                                                           | 2017 | 1                            | KOR: 532,735           | OO                                              |
| "—" Denota lançamentos que não traçaram ou não foram lançados nessa região. |      |                              |                        |                                                 |

### Como Artista Participante
| Título                                                                                | Ano  | Melhores Posições nos Charts | Vendas e Certificações | Álbum                         |
| Título                                                                                | Ano  | KOR                          | Vendas e Certificações | Álbum                         |
| ------------------------------------------------------------------------------------- | ---- | ---------------------------- | ---------------------- | ----------------------------- |
| "On My Way (Dok2 feat. Zion.T)"                                                       | 2011 | —                            | —                      | Hustle Real Hard              |
| "She's There (Vida Loca feat. Beenzino, Zion.T)"                                      | 2011 | —                            | —                      | Single Não Incluso em Álbum   |
| "It's My Turn (Crucial Star feat. Zion.T)"                                            | 2011 | —                            | —                      | A Star Goes Up                |
| "Stay Cool (Simon D feat. Zion.T)"                                                    | 2011 | 22                           | KOR (DL): 334,010+     | Single Não Incluso em Álbum   |
| "Young King Young Boss (Dok2 feat. Zion.T)"                                           | 2011 | —                            | —                      | Do It For The Fans Mixtape    |
| "혼란속의 형제들 (Brothers in Confusion) (J.TONG feat. Beenzino, Simon D and Zion.T)" | 2012 | —                            | —                      | Single Não Incluso em Álbum   |
| "비밀 2 (Secret 2) (Dok2 feat. Zion.T)"                                               | 2012 | —                            | —                      | Love & Life, The Album        |
| "I'm Da One (Jo Kwon feat. Zion.T)"                                                   | 2012 | 22                           | KOR (DL): 144,811+     | I'm Da One                    |
| "깜빡 (Blink) (GRAY feat. Crucial Star and Zion.T)"                                   | 2012 | —                            | —                      | Single Não Incluso em Álbum   |
| "? (물음표) (Primary feat. Choiza of Dynamic Duo and Zion.T)"                         | 2012 | 6                            | KOR (DL): 2,378,184+   | Primary And The Messengers LP |
| "씨스루 (See Through) (Primary feat. Gaeko of Dynamic Duo and Zion.T)"                | 2012 | —                            | KOR (DL): 746,378+     | Primary And The Messengers LP |
| "Own Way (Crucial Star feat. Take One, The Quiett, Zion.T)"                           | 2012 | —                            | —                      | FALL                          |
| "니가 없을 때 (Without You) (Infinite H feat. Zion.T)"                                | 2013 | 31                           | KOR (DL): 239,371+     | Fly High                      |
| "쌔끈해 (Three Dopeboyz) (Dynamic Duo feat. Zion.T)"                                  | 2013 | 5                            | KOR (DL): 407,690+     | Luckynumbers                  |
| "A Real Lady (Swings feat. Beenzino, GRAY and Zion.T)"                                | 2013 | 9                            | KOR (DL): 315,639+     | A Real Lady                   |
| "너무 좋아 (I Love It) (G-Dragon feat. Zion.T)"                                       | 2013 | 20                           | KOR (DL): 220,460+     | Coup d'Etat                   |
| "Go Hard (The Quiett feat. Zion.T)"                                                   | 2014 | —                            | —                      | 11:11                         |
| "화장 지웠어 (No Make Up) (GAEKO feat. Zion.T, HA:TFELT)"                             | 2014 | 2                            | KOR (DL): 634,315+     | REDINGRAY                     |
| "생각나 (Thinking of You) (Seo In-young feat. Zion.T)"                                | 2014 | 53                           | KOR (DL): 84,137+      | Single Não Incluso em Álbum   |
| "데자-부 (Déjà-Boo) (JongHyun feat. Zion.T)"                                          | 2015 | 1                            | KOR (DL): 361,953+     | Base                          |
| "SOLD OUT (Yankie feat. Tablo, Loco, Zion.T)"                                         | 2015 | —                            | KOR (DL): 15,539+      | Andre                         |
| "Still On My Way (Dok2 feat. Zion.T)"                                                 | 2015 | 76                           | KOR (DL): 31,517+      | MULTILLIONAIRE                |
| "I Remember You (Psy feat. Zion.T)"                                                   | 2015 | —                            | —                      | Chiljip Psy-da                |
| "Eureka (Zico feat. Zion.T)"                                                          | 2015 | 1                            | KOR (DL): 1,179,652+   | Gallery                       |
| "—" Denota lançamentos que não traçaram ou não foram lançados nessa região.\|}        |      |                              |                        |                               |

### Outras Canções
| Título                     | Ano  | Melhores Posições nos Charts | Vendas e Certificações | Álbum |
| Título                     | Ano  | KOR                          | Vendas e Certificações | Álbum |
| -------------------------- | ---- | ---------------------------- | ---------------------- | ----- |
| "Complex" (feat. G-Dragon) | 2017 | 2                            | KOR: 413,587           | OO    |
| "Sorry" (feat. Beenzino)   | 2017 | 5                            | KOR: 332,490           | OO    |
| "Cinema"                   | 2017 | 11                           | KOR: 145,986+          | OO    |
| "Comedian"                 | 2017 | 19                           | KOR: 101,878+          | OO    |
| "The Bad Guys"             | 2017 | 22                           | KOR: 102,227+          | OO    |
| "Wishes (2015)"            | 2017 | 25                           | KOR: 98,039+           | OO    |
| "Cinema (Inst.)"           | 2017 | -                            | KOR: 18,762+           | OO    |